# 3 Kings (sách)
3 Kings: Diddy, Dr. Dre, Jay-Z and Hip-Hop's Multibillion-Doise Rise là một cuốn sách phi hư cấu của Zack O'Malley Greenburg do Little, Brown xuất bản vào tháng 3 năm 2018.

## Nội dung
Cuốn sách xem xét sự nghiệp của Diddy, Tiến sĩ Dre và Jay-Z thông qua các báo cáo và phỏng vấn từ những người như Swizz Beatz, Kendrick Lamar, Shaquille O'Neal, Russell Simmons, Kevin Liles, Troy Carter, Grandwizzard Theodore và Lovebug Starski. Có sự cân nhắc về bản chất của các đặc điểm đã làm nên sự thành công của các số liệu, bản chất chung của hip-hop và tiềm năng của một "Ông vua thứ 4", 50 Cent.

## Đón nhận
3 Kings đã được đánh giá trên nhiều tạp chí như Wall Street Journal và USA Today. Exclaim! đã đánh giá cuốn sách, viết rằng "Khả năng của Greenburg trong việc dệt nên các sự kiện và số liệu về các đối tượng trong cuốn sách của mình vào dòng văn hóa hip-hop khiến 3 Kings trở thành một bộ sách hấp dẫn đối với những người hâm mộ hip-hop hoặc kinh doanh". Rolling Stone cũng đã đánh giá 3 Kings, rằng "Số lượng các giao dịch trị giá hàng trăm triệu đô la mà cuốn tiểu sử của Greenburg đang làm là đáng kinh ngạc. Nhưng anh ấy cũng nhận thức được rằng giai đoạn "ông trùm'' của hip-hop đang mờ dần, khi các nghệ sĩ như Kanye West và ASAP Rocky giảm việc theo đuổi các khoản thanh toán thuần túy trong tìm kiếm uy tín ("một loại tiền tệ có lẽ trở nên có giá trị hơn đồng đô la")."  Bài đánh giá của Kirkus coi những nỗ lực liên kết các yếu tố thành công của ba người là "hơi ham hố" nhưng ca ngợi cuốn sách là "một góc nhìn rộng rãi dễ chịu về hip-hop như thành công kinh tế" và "một cuộc khảo sát trên phạm vi rộng bốn thập kỷ đầu tiên của hip-hop mang một số câu chuyện thành công lớn nhất của nền văn hóa vào một nơi sống động "